# Concha acústica del Obispado
La Concha acústica del Obispado también llamada Concha Acústica Monterrey es un anfiteatro al aire libre, tipo concha acústica localizado en el Monterrey, Nuevo León. Este espacio, gestionado por el Consejo para la Cultura y las Artes de Nuevo León, es escenario de conciertos, festivales y obras de teatros y múltiples eventos al aire libre.
Cuenta con una capacidad hasta para mil asistentes.

## Escenario
Tiene un escenario tipo italiano, con piso de concreto, la boca escena mide 17 m de ancho y el proscenio mide 17 m de ancho x 3.60 m de largo. Cuenta con dos puertas de acceso de escenografía de 1.10 m de ancho x 2.10 m de altura, ubicadas a ambos lados del escenario.